# Gottwalt Niederer

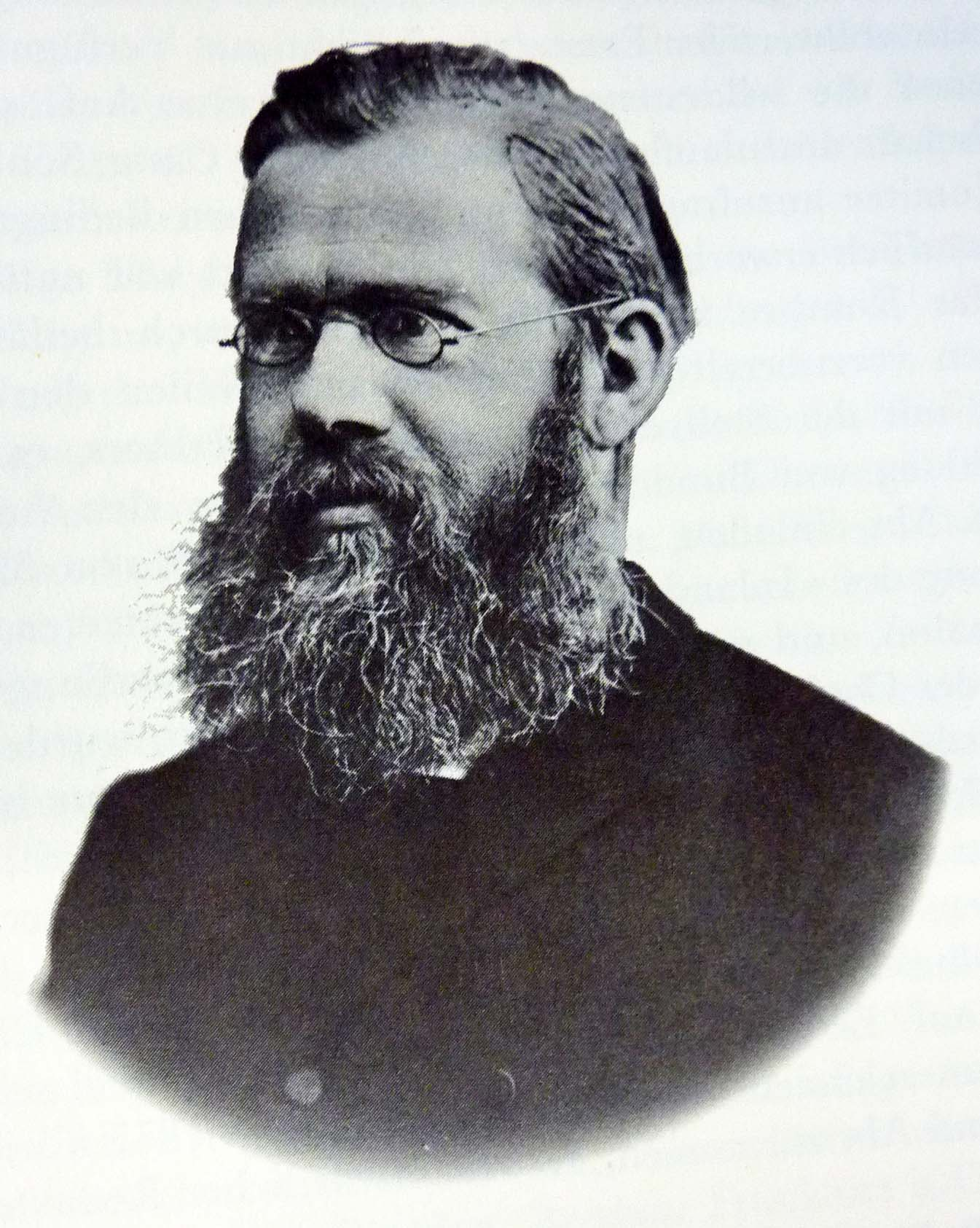
Gottwalt Niederer

Gottwalt Niederer (* 19. Dezember 1837 in Urnäsch; † 15. Dezember 1899 in Herisau; heimatberechtigt in Speicher) war ein Schweizer Journalist. Vom 23. Juli 1877 bis 15. September 1878 war er interimistischer Chefredaktor der Neuen Zürcher Zeitung.

## Leben
Niederer wurde als erstes Kind einer schliesslich vierzehnköpfigen Schulmeisterfamilie des Standesläufers (Boten) Johann Ulrich Niederer (1811–1892) aus Urnäsch geboren. Nach der Realschule, die er in Herisau besuchte, hätte er gerne studiert, was die bescheidenen Vermögensverhältnisse der Eltern jedoch nicht erlaubten. Stattdessen nahm ihn der Verleger der Appenzeller Zeitung, Michael Schläpfer, bei Kost und Logis als Schriftsetzer-Lehrling in seine Druckerei. Die überaus intensive Tätigkeit Niederers erlaubte eine Verkürzung der Lehrzeit, führte aber auch zu gesundheitlichen Problemen, und Niederer ging auf Anraten seines Arztes ab 1858 zu einer Luftveränderung in die Fremde. Zunächst arbeitete er an verschiedenen Orten in der Deutschschweiz, u. a. in Bern und Basel, dann zog er nach Deutschland und arbeitete u. a. in Leipzig und Berlin. Nach drei bewegten Wanderjahren zog er weiter nach Dänemark, Schweden und Russland, wo er am Journal de St-Pétersbourg Arbeit und seine Lebensgefährtin fand und 1862 heiratete. Niederer kehrte aus Heimweh 1863 in die Heimat, nach Trogen, zurück, wo er den Kanzlistenberuf ergriff.
Der Vater Niederers erwarb 1864 für seine als Schriftsetzer und Buchdrucker ausgebildeten Söhne Gottwalt und Benoni (1845–1880) die Neue Appenzeller Zeitung in Herisau. Unter dem Namen ihres Vaters eröffneten die Brüder um den Jahreswechsel 1865/1866 herum im Gasthaus Taube in Teufen eine Buchdruckerei. Hier druckten sie ab 1866 unter anderem die Jahresrechnungen der Gemeinde und gaben ab dem April 1866 die Neue Appenzeller Zeitung heraus.

## Neue Zürcher Zeitungund Armenstatistik
Gottwalt Niederer zog sich jedoch schon bald zurück und wurde 1866 Obergerichtsschreiber in Herisau. Das bescheidene Gehalt genügte allerdings nicht zum Erhalt der Familie, und er arbeitete zusätzlich als Korrespondent der Appenzeller Zeitung, des Bunds und ab 1866 auch der Neuen Zürcher Zeitung (NZZ). Deren Chefredaktor, Eugen Escher, bot Niederer 1871 an, während der nächsten Bundesversammlung über die Verhandlungen im Ständerat und dann auch im Nationalrat zu berichten. Niederer machte seine Arbeit so gut, dass er fortan bis zur Anstellung des Berner Korrespondenten Rudolf Salzmann im Jahr 1874 ständiger Berichterstatter der NZZ über die Sessionen in Bern war. Niederer übernahm danach die Berichterstattung über die Zürcher Kantonsratssitzungen.
Nachdem er 1871 eine grössere Arbeit über das Schweizer und europäische Armenwesen im Sonntagsblatt des Bunds publiziert hatte, wurde er 1872 vom Bundesrat mit der Ausarbeitung einer umfassenden Statistik über das Armenwesen sämtlicher Kantone und der entsprechenden Leistungen und Vermögen aller 3034 Gemeinden beauftragt, einschliesslich der freiwilligen Armenpflege. Die Arbeit nahm, auch wegen mancher unkooperativer Staatskanzleien, solche Ausmasse an, dass Niederer die Stelle als Obergerichtsschreiber aufgeben musste. Anderseits wurde er Ende 1875 von der NZZ zur Mitarbeit in der Redaktion eingeladen, wobei ihm genügend Zeit eingeräumt wurde, um an der Armenstatistik weiterzuarbeiten. Nachdem eine Expertenkommission die beendete Arbeit geprüft und als sehr gut befunden hatte, erschien 1878 im Verlag Orell Füssli das 406 Seiten starke, im Auftrag der Schweizerischen Statistischen Gesellschaft herausgegebene Buch Das Armenwesen der schweizerischen Armengesetzgebung und statistische Darstellung der amtlichen und freiwilligen Armenpflege, das über die Grenzen der Schweiz hinaus Beachtung fand und als Grundlage der eigenen Gesetzgebung in anderen Ländern diente.
Als Eugen Huber Anfang 1876 als Chefredaktor an die Stelle Hans Webers trat, übernahm Niederer von ihm die Rubrik «Eidgenossenschaft und Kantone». Er wurde zudem, mit seiner technisch-administrativen Herkunft, zur rechten Hand Hubers in Betriebs- und Verwaltungsfragen, die für Huber eine Last waren. Mitte 1877 schied Huber wegen Differenzen mit der Freisinnigen Partei nach nur einem Jahr der Redaktionsleitung unerwartet aus. Die gute bisherige Arbeit Niederers und der Name, den er sich vor allem mit seiner Armenstatistik verschafft hatte, bewogen den Verwaltungsrat der NZZ (das «Komitee») im September 1877, ihn mangels anderer Kandidaten zum interimistischen Nachfolger Hubers zu ernennen, vorerst mit Vertrag bis Ende 1877 und, nachdem weiterhin kein definitiver Nachfolger Hubers gefunden werden konnte, mit Verlängerung bis Mitte 1878.
Als hauptverantwortlicher Redaktor konzipierte er den redaktionellen Teil neu und erweiterte ihn namentlich im Lokalen, Regionalen und Wirtschaftlichen. Er führte zum Neujahr 1878 einen erweiterten Handelsteil mit eigener Redaktion, «Handel und Verkehr», ein und verschaffte diesem durch ein grösseres Format mehr Platz. Er führte zudem zahlreiche technische Neuerungen ein, insbesondere was die Telegrafenverbindungen betraf. Wirtschaftspolitisch unterstützte er, anders als Huber, einen manchesterliberalen Kurs und plädierte gegen das Fabrikgesetz, das seiner Ansicht nach masslose weitere Forderungen der Arbeiterklasse nach sich ziehen werde. Weiter setzte er durch, dass er den Staatsrechtslehrer der Universität, Gustav Vogt, vertraglich zur Lieferung von Leitartikeln verpflichten konnte. Ihm selbst lag das Abfassen solcher Aufsätze nicht.
Die Reformen hatten die erwünschten Auswirkungen, indem die Abonnentenzahl stieg und sich die finanzielle Lage der Zeitung verbesserte. Lob bekam Niederer zudem für sein Eintreten, zusammen mit Gustav Vogt, für die schwer bekämpfte Gotthardbahn. Niederer rechnete deshalb damit, dass sein Provisorium als Chefredaktor in eine definitive Anstellung umgewandelt würde, auch noch, als das Provisorium Mitte 1878 stillschweigend weiterlief. In Wirklichkeit aber verhandelte das Komitee zu dieser Zeit bereits mit Gustav Vogt über die Übernahme des Chefredaktorenpostens. Vogt war schon bei den Rücktritten Webers und Hubers angefragt worden, zog aber damals das Amt des Universitätsrektors vor. Die entsprechende Amtszeit war nun abgelaufen, und Vogt stimmte zu.

## Entlassung und Rückzug
Niederer hatte zwar im Komitee einige Unterstützer, andere aber sahen den «Setzer» auf diesem Posten als deplaciert, und insbesondere Komiteepräsident Conrad Escher war, nachdem Niederer gegen dessen Kandidatur bei den Regierungsratswahlen von 1878 aufgetreten war, sein Gegner. Der ahnungslose Niederer erfuhr am 17. Juli 1878 aus den Winterthurer Nachrichten, dass er als Chefredaktor demnächst durch Gustav Vogt ersetzt werden sollte, was am 15. September 1878 dann auch geschah. Dem vom Vorgehen empörten Niederer wurde auf Antrag Gustav Vogts auf Ende 1878 gekündigt. Danach schlug er alle Angebote für eine weitere lose Mitarbeit aus und zog sich im Groll mit seiner Familie nach Trogen zurück. Dort eröffnete er eine Posthalterei und siedelte 1890 nach Herisau um, wo er eine Agentur der Mobiliar-Versicherung übernahm und Redaktor der Appenzeller Zeitung wurde. 1893 wurde er ins Kriminalgericht und ins Gemeindegericht Trogen gewählt, bei letzterem war er ab 1896 Gerichtspräsident. 1894 bis zu seinem Tode war er auch noch Betreibungsbeamter.
Die Affäre kochte nochmals kurz hoch, als der Verwaltungsrat Anfang 1880 auch den Auslandredaktor August Gredig entliess und sich Niederer über seine negativen Erfahrungen mit dem Komitee bzw. Gustav Vogt und deren Beeinflussungsversuchen in der Züricher Post, dem Blatt der Demokraten, äusserte. Das Komitee wies dies in der NZZ zurück und behauptete – dem Historiker Leo Weisz zufolge «ungerechter- und überflüssigerweise» –, es habe Niederer wegen ungenügender Leistungen entlassen. Dagegen wiederum verwahrte sich Niederer empört und wies auf das Lob hin, das er während seiner Arbeit empfangen hatte, und auf den wirtschaftlichen Erfolg, den er, ganz im Gegensatz zur Situation seit Vogts Leitung, erzielt habe. Er wolle aber mit diesen Leuten nichts mehr zu tun haben. Damit war die Sache erledigt.
Der Historiker und Politologe Erich Gruner bezeichnete die Periode 1872 bis 1885 der vier NZZ-Chefredaktoren Hans Weber, Eugen Huber, Gottwalt Niederer und Gustav Vogt als «ausgesprochene Sturmjahre für die NZZ» und als eine «von menschlicher Kleinheit, Übelwollen, Brotneid und Engherzigkeit erfüllte Geschichte» in einer «von Haß und niederen Instinkten erfüllten Atmosphäre». Leo Weisz habe (in seinem Buch Die Neue Zürcher Zeitung auf dem Wege zum freisinnigen Standort 1872–1885) «die Zentralfigur Gustav Vogt in seiner ganzen Brutalität, Käuflichkeit und Windfahnenhaftigkeit» vorgestellt.

## Gemeinnützige Gesellschaft
Im Herbst 1876 wurde Niederer in die ständige Zentralkommission der Schweizerischen Gemeinnützigen Gesellschaft gewählt. Die Zentralkommission hatte im Herbst 1877 die Gabensammlung für die Brandgeschädigten in Airolo und Marchissy, die Ermittlung des Schadens, die Klassifikation der Brandgeschädigten und die Verteilung der eingegangenen Gelder von rund 400'000 Franken zu besorgen, eine aufwendige Arbeit, die Niederer praktisch im Alleingang bewältigte. Er war danach bis 1881 in der Zentralkommission tätig und leitete die Kochschulkommission der Gesellschaft bis 1893, als sie mit der Bildungskommission verschmolzen wurde.

## Tod
Niederer starb kurz vor seinem 62. Geburtstag an einem Schlaganfall. Ganz Herisau geleitete ihn bis zum Grab; in Zürich war er vergessen.

## Werke (Auswahl)
- Über das Verhältniss von bürgerlicher und territorialer Armenpflege. Referat vor der appenzellischen gemeinnützigen Gesellschaft, in ihrer Jahresversammlung am 9. Juni 1873 vorgetragen. J. Herzog, Zürich 1873.
- Das Armenwesen der schweizerischen Armengesetzgebung und statistische Darstellung der amtlichen und freiwilligen Armenpflege. Hrsg. im Auftrag der Schweizerischen Statistischen Gesellschaft. Orell Füssli, Zürich 1878 (franz. Statistique du paupérisme en Suisse pendant l’année 1870).
- Schlussbericht über den von der Schweizerischen Gemeinnützigen Gesellschaft veranstalteten Kurs zur Heranbildung von Lehrerinnen für Koch- und Haushaltungskunde. E. Herzog, Zürich 1888 (Digitalisat).